# Chromtau
Chromtau (kaz. Хромта́у; ros. Хромта́у) – miasto w północno-zachodnim Kazachstanie, w obwodzie aktobskim, siedziba administracyjna rejonu Chromtau. Na początku 2022 roku liczyło prawie 30 tys. mieszkańców. Ośrodek wydobycia rud chromu.
Miasto zawdzięcza swoją nazwę największemu złożu rudy chromitu (zawierającego chrom) na świecie po RPA. Jednak ten wydobywany w tym mieście posiada wyższy procent chromu w rudzie niż w depozytach południowoafrykańskich.
Miejscowość otrzymała prawa miejskie w 1967 roku.

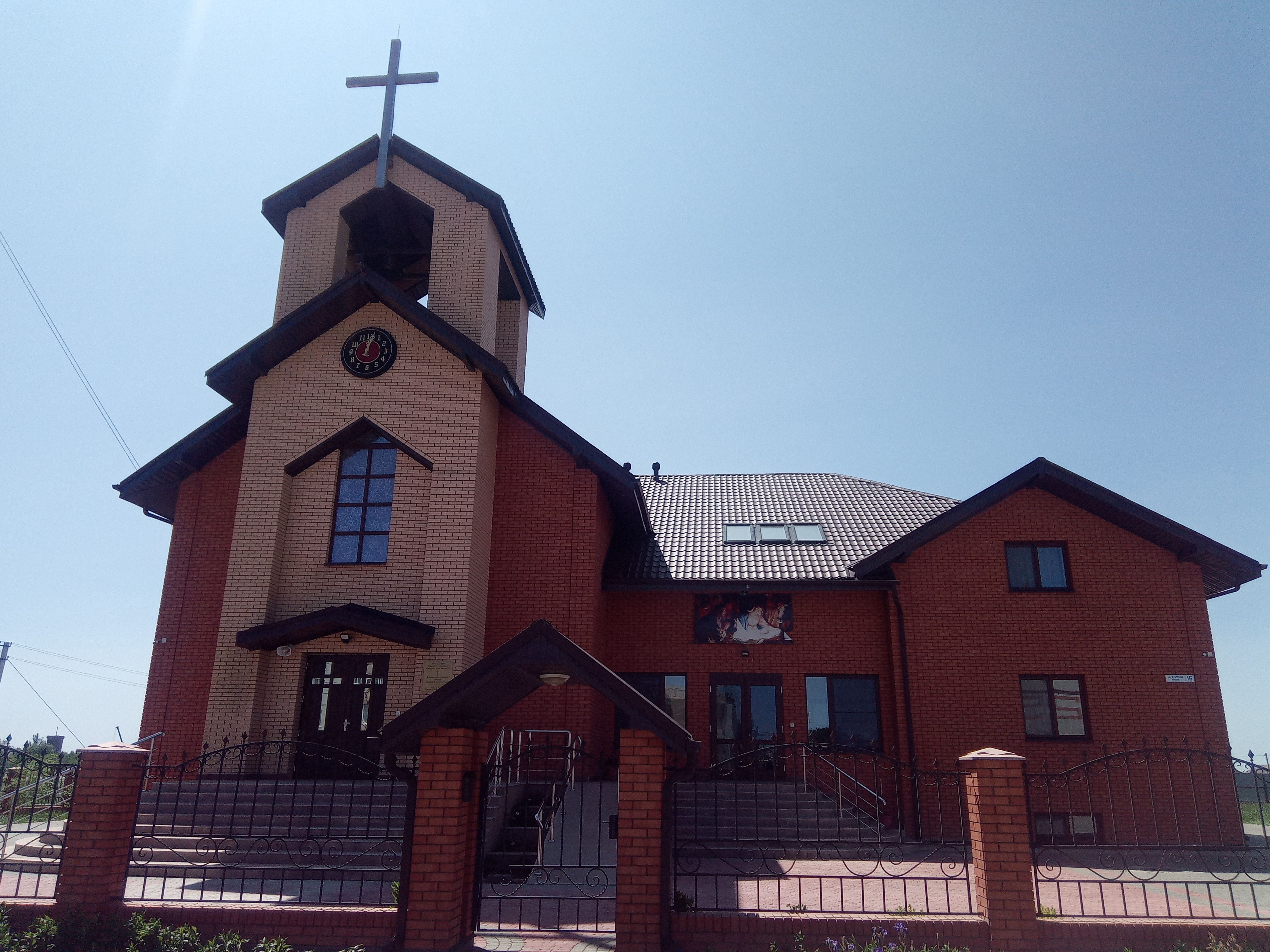
Parafia Świętej Rodziny w Chromtau

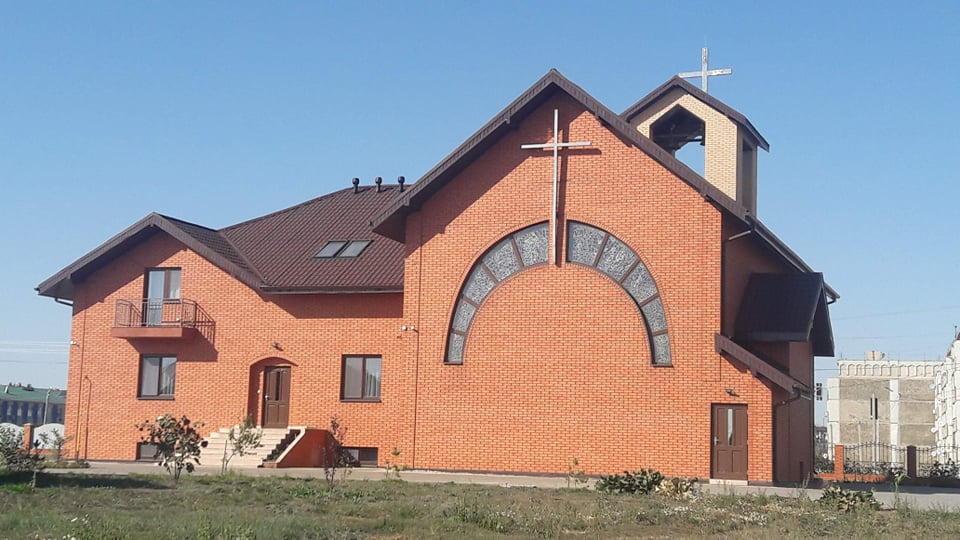
Kościół rzymskokatolicki i zaplecze duszpasterskie, widok z tyłu

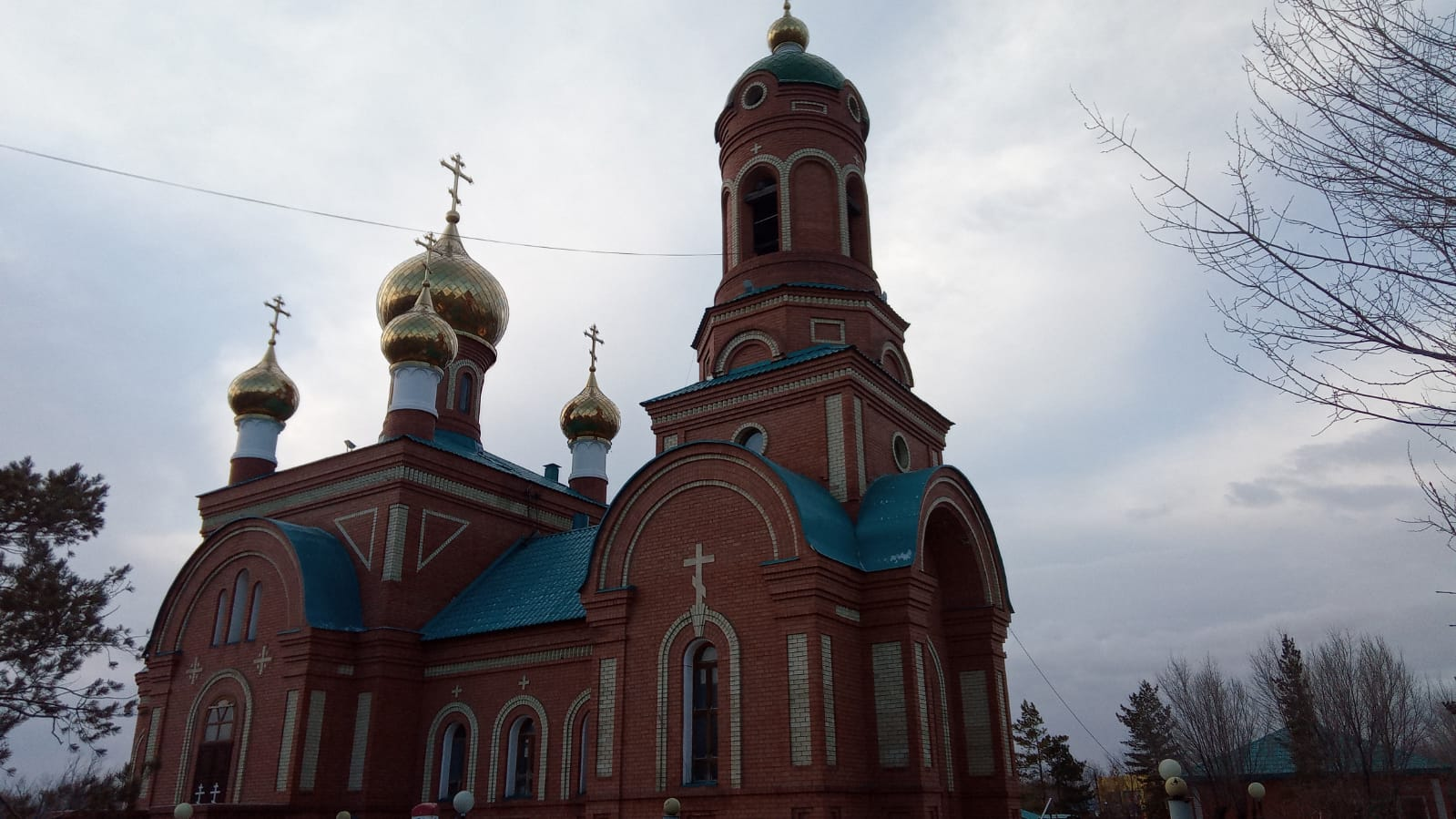
cerkiew prawosławna pw. św. Serafina Sarowskiego

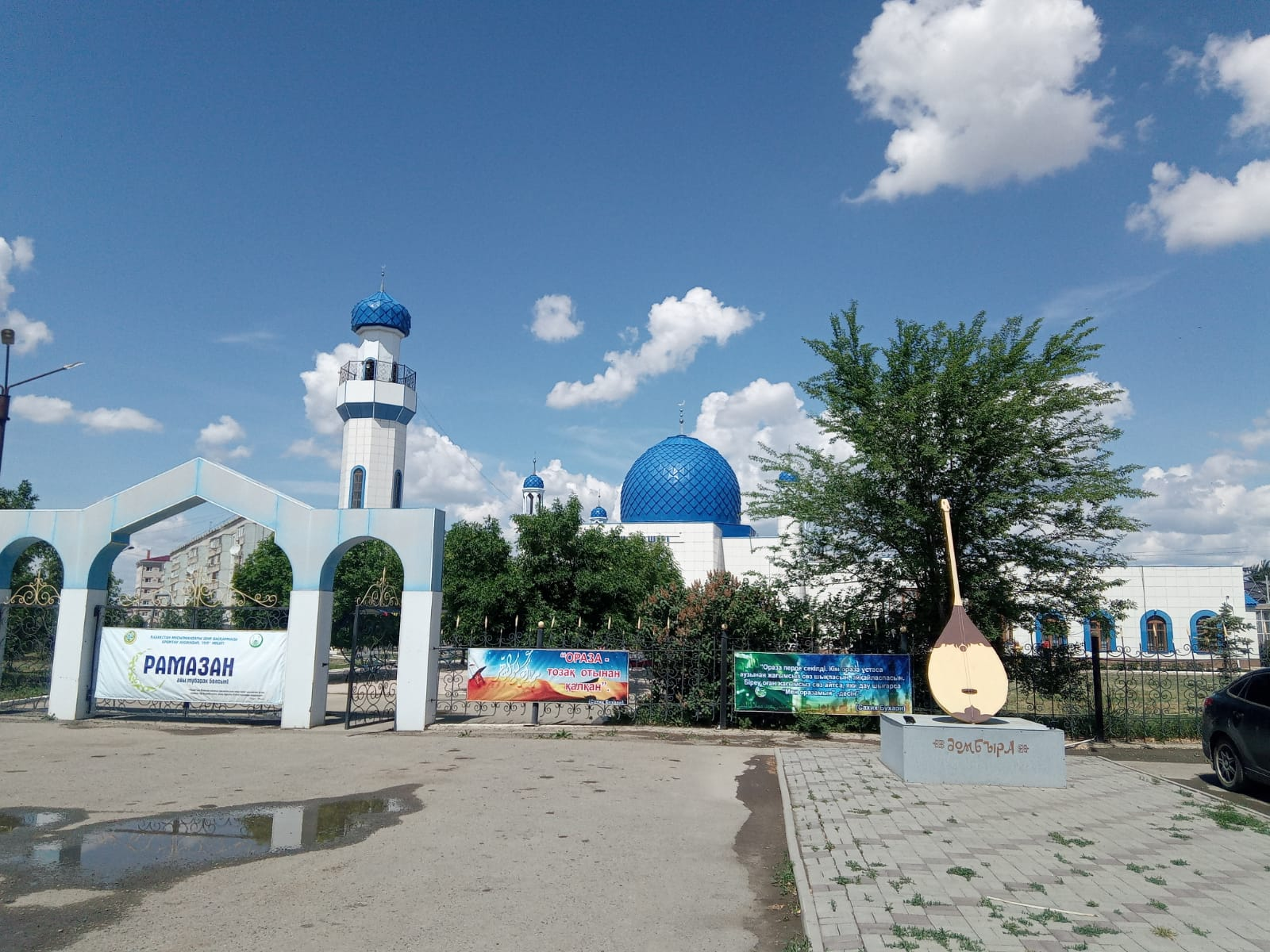
Meczet

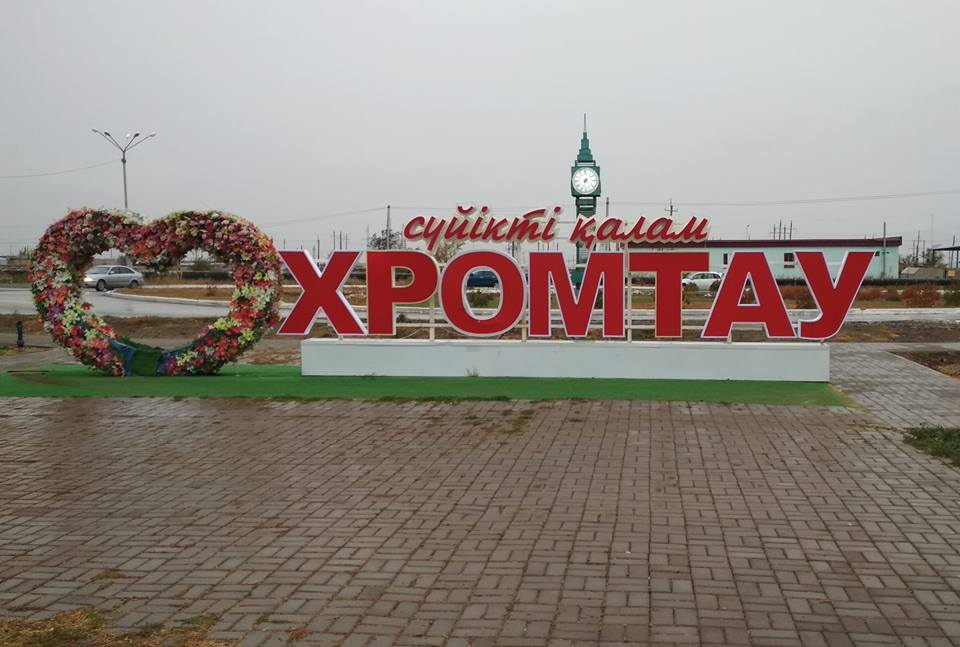
Jedna z dekoracji na terenie Chromtau

## Religia
W mieście znajdują się domy modlitwy trzech religii:
- rzymskokatolicki kościół pw. Świętej Rodziny.

- Cerkiew prawosławna pw. św. Serafina Sarowskiego.
- meczet.